# Zamaana Deewana
Zamaana Deewana (en español Tiempos locos) es una película de comedia de acción de Bollywood de 1995, producida por G. P. Sippy, distribuida por Sippy Films y dirigida por Ramesh Sippy. Está protagonizada por Shahrukh Khan y Raveena Tandon junto con Jeetendra y Shatrughan Sinha interpretando a sus padres, respectivamente, y música compuesta por Nadeem-Shravan. La película fue un fracaso comercial.

## Argumento
Suraj (Shatrughan Sinha) y Lala (Jeetendra) fueron buenos amigos antes de ser víctimas de los trucos viciosos de Sundar (Tinnu Anand), tanto que Lala cree que su esposa está muerta y que Suraj tiene la culpa de eso. Se convierten en el mayor enemigo y crean caos en la ciudad a través de guerras de pandillas. El asistente del comisionado de la policía (Prem Chopra) tiene 2 psicólogos criminales, KD (Anupam Kher) y Shalini (Kiran Juneja) tejen un complot para traer a Rahul (Shahrukh Khan), el hijo vivo y enérgico de Suraj, cerca de Priya (Raveena Tandon), la siempre bella y elegante hija de Lala, con la esperanza de unir ambas partes.

## Reparto
- Shahrukh Khan como Rahul Singh
- Raveena Tandon como Priya Malhotra
- Jeetendra como Madanlal Malhotra
- Shatrughan Sinha como Suraj Pratap Singh
- Anupam Kher como Kamdev Singh (KD)
- Prem Chopra como Asistente del comisionado de policía
- Tinnu Anand como Sundar
- Kiran Juneja como Shalini Srivastav
- Neelima Azeem como Nisha
- Beena como Sarita Malhotra
- Aasif Sheikh como Bobby

## Banda sonora
Todas las letras escritas por Sameer, toda la música compuesta por Nadeem-Shravan. 
| N.º | Título                    | Duración |  |
| 1.  | «Zamaana Deewana Ho Gaya» | 6:54     |  |
| 2.  | «Neend Kise Chain Kahan»  | 6:45     |  |
| 3.  | «For Ever 'N' Ever»       | 6:48     |  |
| 4.  | «O Rabba»                 | 8:07     |  |
| 5.  | «Zamaane Ko Ab Tak Nahi»  | 5:56     |  |
| 6.  | «Soch Liya Maine»         | 6:51     |  |
| 7.  | «For Ever 'N' Ever (Sad)» | 2:17     |  |
| 8.  | «Rok Sake To Rok»         | 5:54     |  |
| 9.  | «Parody»                  | 6:04     |  |